# City of London Police

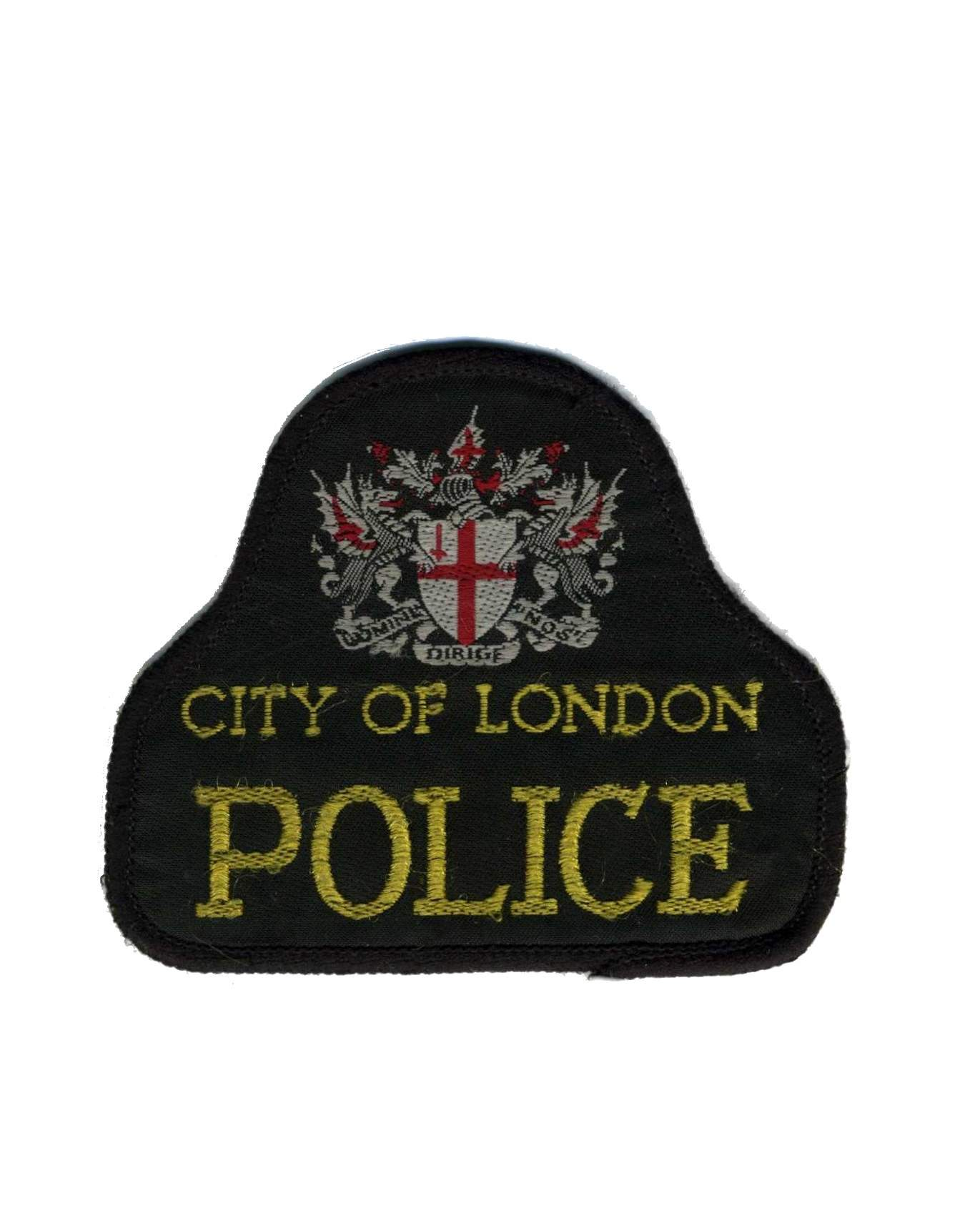
Abzeichen der CLP

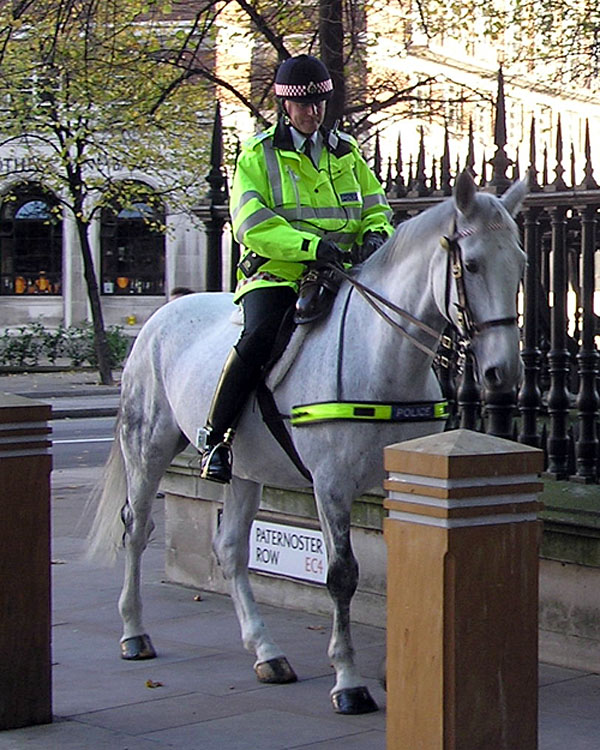
Berittener Polizist der City of London Police.

Die City of London Police ist die Polizeibehörde für die City of London. Sie zählt rund 1.200 Bedienstete, davon 813 Polizisten, 85 Polizeifreiwillige (Special Constables) und 48 Police Community Support Officers. Sie unterhält drei Polizeiwachen am Snow Hill, an der Wood Street (Hauptwache) und am Bishopsgate. Polizeipräsident (Commissioner of the City of London Police) ist seit 2016 Ian Dyson. Die City of London Police ist sowohl hinsichtlich des Dienstbezirks als auch der Zahl der Beschäftigten die kleinste Polizeibehörde in England und Wales.

## Geschichte

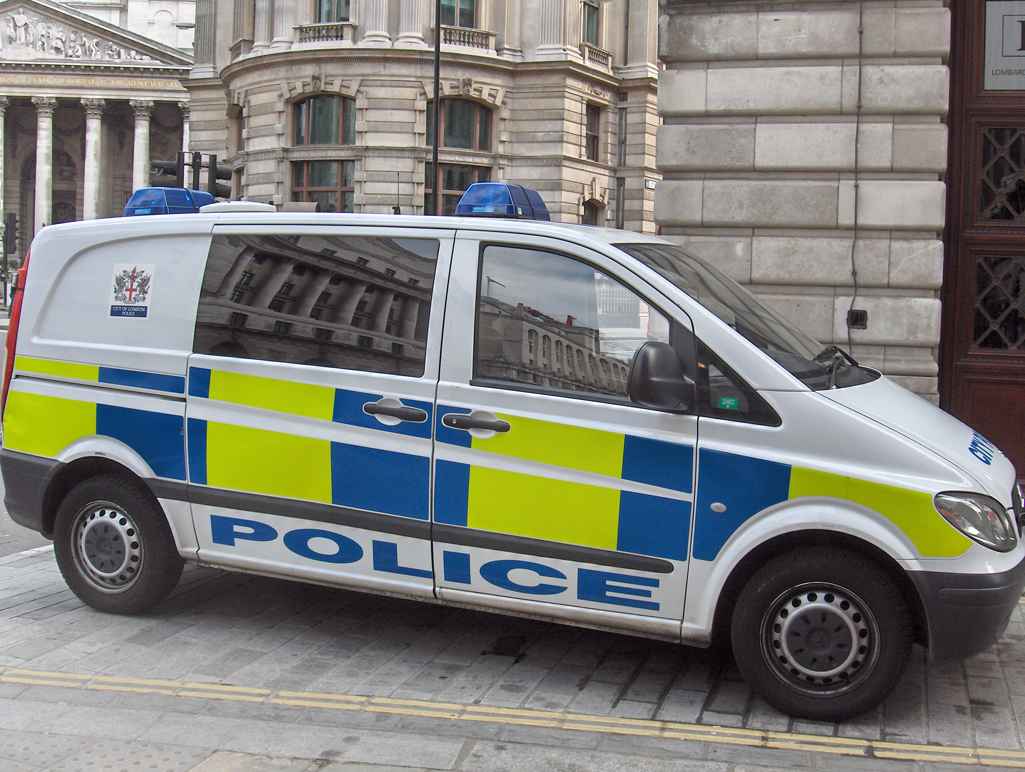
Polizeiwagen der City of London Police

Die City of London Police ist die direkte Nachfolgerin der seit dem 13. Jahrhundert bestehenden Stadtwache. In ihrer heutigen Form besteht sie seit 1839, als die Corporation of London sich dazu entschloss, die Polizei der City zu modernisieren. Damit sollte die Zusammenlegung mit der im selben Jahr gegründeten Metropolitan Police verhindert werden. Diese ist für den Rest von Greater London zuständig. Vor 1839 gab es die Nachtwache und die City Patrol für den Tagdienst jeweils unter der Leitung eines Sheriffs. Letztere wurde nach dem Vorbild der Metropolitan Police zur City Day Police weiterentwickelt. 1838 wurden beide Organisationen zusammengelegt und die rechtlichen Grundlagen für eine eigenständige Polizeibehörde mit dem City of London Police Act 1839 geschaffen.
1842 wurde die Hauptwache von der Corporation’s Guildhall zur 26 Old Jewry verlegt und 2002 erneut in die Wood Street.

## Organisation
Es gibt fünf Abteilungen:
- Direktorat für Wirtschaftskriminalität (Economic Crime Directorate)
- Direktorat für Terrorismus und Kapitalverbrechen (Counter Terrorism and Serious Crime Directorate)
- Sonderunterstützungsdirektorat (Specialist Support Directorate)
- Territorial Policing Directorate
- Corporate Services Directorate

## Uniform
Die City Police trägt kaum von denen der Metropolitan Police unterscheidbare Uniformen, nur die Abzeichen sind verschieden. Deutlich erkennbar sind die karierten Banderolen an Helm bzw. Hut (siehe Bild). Bei der City Police sind sie rot/weiß und bei der Metropolitan Police schwarz/weiß.

## Houndsditch-Morde
1910 wurden drei Polizisten der City of London Police (Sergeant Bentley, Constable Choat und Sergeant Tucker) von sozialistischen Anarchisten ermordet, als sie diese bei einem Einbruch in ein Juweliergeschäft überraschten. Die Anarchisten konnten fliehen. Nachdem sie aufgespürt wurden, führten die Vorbereitungen zu ihrer Verhaftung zur Belagerung der Sidney Street.

## Tauzieh-Mannschaft bei den Olympischen Spielen
Bei den Olympischen Sommerspielen 1908 gingen für das Vereinigte Königreich drei Polizeimannschaften im Tauziehen an den Start. Die Mannschaft der City of London Police gewann bei diesen die Goldmedaille. Bei den Olympischen Sommerspielen 1912 und 1920 gewann sie in der Funktion als Britische Nationalmannschaft die Silber- (1912) und Goldmedaille (1920).